# Tee Corinne
Pour les articles homonymes, voir  Corinne.
Tee A. Corinne (3 novembre 1943 - 27 août 2006) est une photographe, autrice et éditrice lesbienne reconnue comme pionnière de l'art lesbien et féministe.

## Biographie

### Jeunesse et formation
Tee Corinne naît et grandit en Floride. Grâce à sa mère, elle apprend très tôt les principes et techniques artistiques. Elle passe sa première année d'université (1962-1963) à étudier l'art au Newcomb College de La Nouvelle-Orléans. Elle retourne ensuite en Floride, où elle est diplômée d'un baccalauréat en gravure et peinture à l'université du Sud de la Floride. Elle obtient un master en dessin et sculpture à l'Institut Pratt à New York, en 1968. Après quelques années d'enseignement et de voyages en Europe, elle est attirée par le retour à la terre et la vie en communauté. Elle plonge à cette période dans une dépression suicidaire :  
 « Quelque chose n'allait pas bien. De nos jours, ils parlent des enfants adultes alcooliques trop performants et des problèmes qu'ils ont avec la dépression... Vers l'âge de trente ans, j'ai réalisé que l'art ne pouvait plus résoudre mes problèmes... J'ai trouvé une thérapie, je me suis séparée de mon mari, je me suis engagée auprès des femmes et j'ai rejoint le mouvement des femmes. Je me sentais mieux[réf. nécessaire]. » 

### Carrière
Tee Corinne commence à exposer et publier son travail au milieu des années 1960.
Âgée de 27 ans, elle se rend compte que, bien que son éducation artistique lui ait permis de représenter les organes génitaux masculins, elle n'a pas observé le sien depuis son enfance. « Je savais que les choses pour lesquelles nous n'avons pas de noms ou d'images sont celles que nous qualifions de folles ou de mauvaises. Je croyais que la récupération de l'imagerie labiale était un moyen de revendiquer un pouvoir personnel pour les femmes. » Elle décide de dessiner des images de vulves et  publie elle-même, en 1975, le Cunt Coloring Book (litt. le « Livre de coloriage du con »). L'ouvrage est ensuite republié par un éditeur sous le nom de Labiaflowers,.
Elle a été co-facilitatrice avec Ruth Mountaingrove des Feminist Photography Ovulars (1979-1981) et cofondatrice de The Blatant Image, A Magazine of Feminist Photography (1981-1983). Elle est l'autrice d'un roman, de trois recueils de nouvelles, de quatre livres de poésie et de nombreux livres d'artistes et de petites éditions.
Family, son exposition de dessins mixtes sur le fait de grandir dans une famille alcoolique, a fait l'objet d'une interview vidéo par Jane Scott Productions. Des portfolios de son art ont été publiés dans Lesbian Subjects, Feminist Studies, Gallerie: Women's Art, The Advocate, Philadelphia Gay News, The Lesbian Inciter, I Am My Lover (première édition, 1979) et Femalia.
En 1980, elle est l'une des dix artistes invitées au Great American Lesbian Art Show, aux côtés d'Harmory Hammond.
Au début des années 1980, Tee Corinne développe de solides relations personnelles et artistiques avec nombreuses communautés de femmes de l'Oregon. Comme elle le note dans l'un de ses manuscrits, « Lentement, dans l'Oregon, j'ai renoué avec les profonds niveaux de créativité qui vivent en moi et j'ai commencé à produire des œuvres qui me plaisaient ».
Elle est devenue habile à représenter la sexualité lesbienne de manière à échapper au regard masculin. En 1982, elle produit une série de photographies, publiée sous forme de livre Yantras of Womanlove. Soucieuse de protéger la vie privée de ses modèles, elle utilise des techniques impliquant plusieurs impressions, la solarisation, les images imprimées en négatif et les expositions multiples. Tee Corinne inclut systématiquement et consciencieusement des femmes de couleur, des femmes de grande taille, des femmes âgées et des femmes handicapées comme sujets.
Tee Corinne écrit sur l'art pour diverses publications et, à partir de 1987, elle est chroniqueuse sur les livres d'art pour Feminist Bookstore News. Cofondatrice et ancienne coprésidente du Gay & Lesbian Caucus (une société affiliée à la College Art Association), elle a également cofondé le Women's Caucus for Art Lesbian & Bisexual Caucus.
Son œuvre la plus connue est peut-être la couverture du premier album du groupe de rock alternatif anglais Suede, Suede, en 1993. En 1998, ses photographies sont apparues sur la couverture et la pochette de l'album Milkshake: A CD To Benefit The Harvey Milk Institute.

### Vie privée
En 1966, Tee Corinne épouse l'homme qu'elle décrit comme son meilleur ami[réf. nécessaire]. Elle rompt cette union au début des années 1970, puis, se met en couple avec Honey Lee Cottrell. Au fil des années, Tee Corrine a noué des relations avec Caroline Overman (début des années 1980), Lee Lynch (milieu des années 1980) et Beverly Anne Brown (1989-2005). En 2003, on diagnostique à Anne Brown un cancer, ce qui mène Tee Corinne à réaliser la série Cancer in our Lives (2003-2005).

### Mort et héritage
Tee Corinne meurt le 27 août 2006, à l'âge de 62 ans dans le sud de l'Oregon d'un cancer du foie. Ses archives reviennent aux bibliothèques de l'Université de l'Oregon et est maintenant hébergée dans l'unité des collections spéciales de la bibliothèque. La collection comprend de la correspondance, des manuscrits littéraires, des œuvres d'art, des photographies, des artefacts et d'autres documents qui reflètent la vie et l'œuvre de l'artiste,.
Moonforce Media crée le prix Tee A. Corinne pour les artistes lesbiennes des médias en 2006 pour honorer chaque année l'art lesbien. Le prix est une subvention sans restriction pouvant atteindre 1 000 $ par année. Le prix est dédié aux artistes travaillant dans la photographie, le cinéma, la vidéo, les médias numériques, les nouveaux médias ou toute fusion de ces formes et dans tout genre, y compris le documentaire, la narration, l'expérimentation ou tout autre style ou combinaison de genres. Le prix répond au souhait de Tee Corinne que des artistes lesbiennes soient financièrement soutenues pour travailler de manière indépendante et sans censure.
En 2014, Tee Corinne a figuré en bonne place dans une rétrospective de 45 ans sur la photographie LGBT sur le site Web de la station d'information KQED .
En 2015, la Golden Crown Literary Society décerne le premier prix Tee Corinne Outstanding Cover Design Award à Ann McMan pour son travail sur le livre Everything.

## Reconnaissance et distinctions
En 1989, Tee Corinne reçoit un Lambda Literary Award dans la catégorie anthologie lesbienne pour son édition de Intricate Passions (publié par Banned Books). En 1991, elle est choisie par Lambda Book Report comme l'une des cinquante lesbiennes et hommes gais les plus influents de la décennie, et en 1997, elle obtient le Women's Caucus for Art President's Award pour ses services aux femmes dans les arts.